# Polycerella glandulosa
Polycerella glandulosa är en snäckart som beskrevs av Wilhelm Julius Behrens och Terrence M. Gosliner 1988. Polycerella glandulosa ingår i släktet Polycerella, och familjen Polyceridae. Inga underarter finns listade.